# Вухтанеги
Вухтанеги (разг. — Во́хтой) — река в России, протекает по Пряжинскому району Карелии. Длина реки составляет 12 км.
Исток — озеро Вохтозеро на высоте 121,5 м. Впадает в Ведлозеро на высоте 77,1 м в селе Ведлозеро.

## Бассейн
Перед устьем принимает левый приток — Мужезерку. К бассейну Вухтанеги относятся озёра: Габозеро, Витяри, Энтюри.

## Данные водного реестра
По данным государственного водного реестра России относится к Балтийскому бассейновому округу, водохозяйственный участок реки — Водные объекты бассейна оз. Ладожское без рр. Волхов, Свирь и Сясь, речной подбассейн реки — Нева и реки бассейна Ладожского озера (без подбассейна Свирь и Волхов, российская часть бассейнов). Относится к речному бассейну реки Нева (включая бассейны рек Онежского и Ладожского озера).
Код объекта в государственном водном реестре — 01040300212102000011570.